# Pieve di Santa Maria della Neve (Quarantoli)
La pieve di Santa Maria della Neve è una chiesa romanica situata nella località di Quarantoli, frazione di Mirandola, in provincia di Modena e diocesi di Carpi.

## Storia

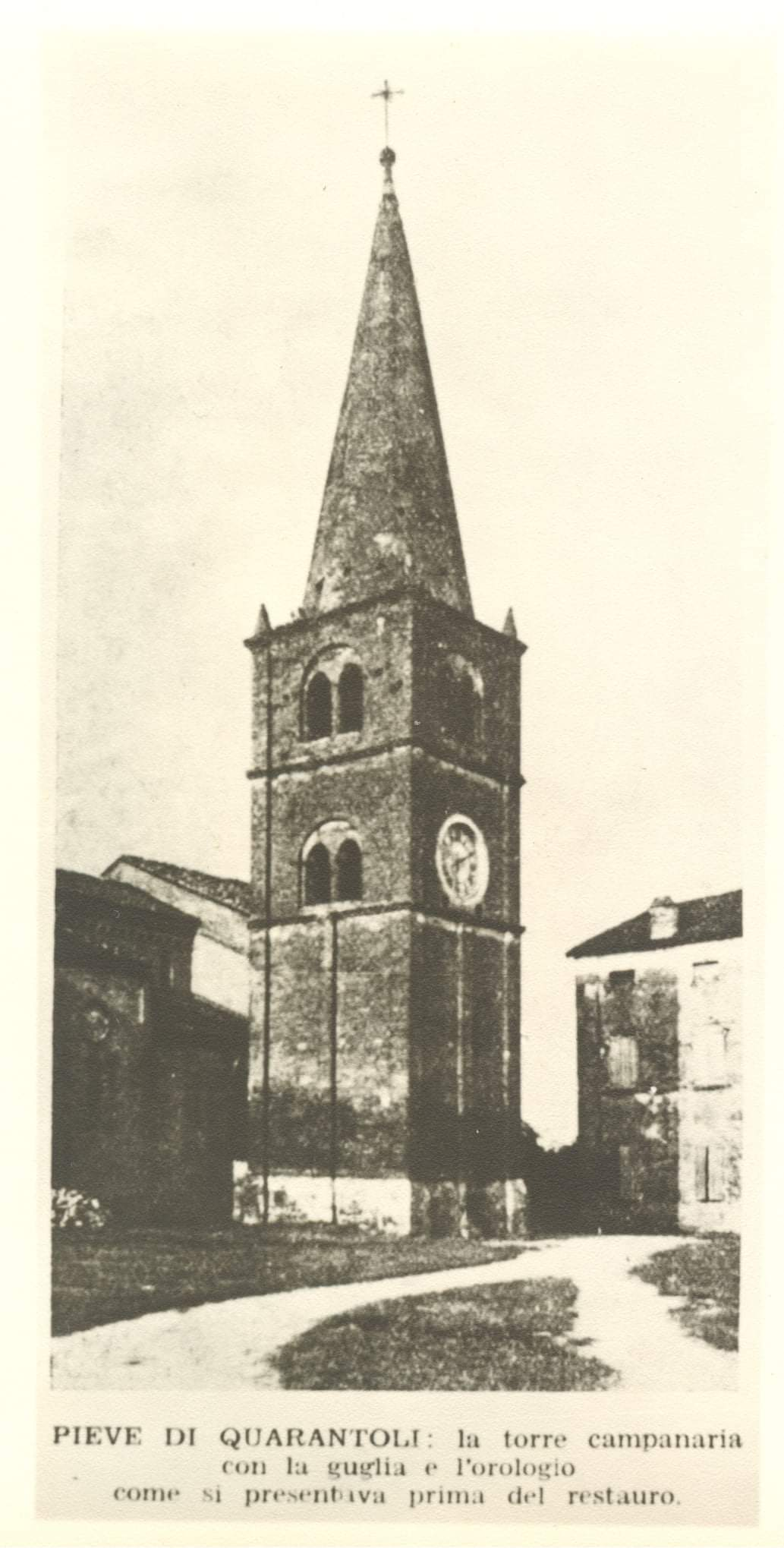
La torre campanaria con la guglia e l'orologio prima del restauro del 1922

Già esistente nel IX secolo durante il feudo di Ugo di Maginfredo, la presenza della chiesa è attestata in un documento storico del 1044, in cui si cita l'importante nucleo culturale e religioso di Quarantoli, al pari dell'abbazia di Nonantola. L'edificio di culto venne totalmente ricostruito nel XII secolo da parte di Matilde di Canossa.

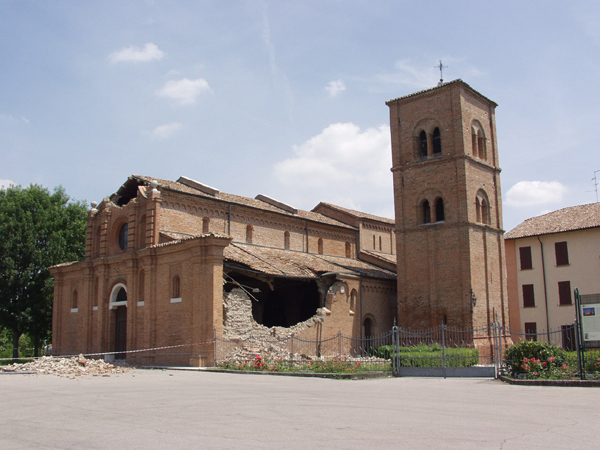
La pieve di Quarantoli dopo il sisma del maggio 2012

Nell'altare è scolpita la data del 15 novembre 1114, in cui avvenne la consacrazione della pieve.
Nel XV secolo vi furono alcuni restauri e venne realizzato il campanile.
Intorno all'anno 1670 la facciata venne riedificata in stile barocco.
Nel 1821 la pieve di Quarantoli transitò dalla diocesi di Reggio Emilia a quella di Carpi.
Nel 1915 vennero svolti numerosi lavori per valorizzare maggiormente le origini romaniche, che peraltro raddoppiarono la lunghezza delle navate, a cui venne aggiunto un presbiterio contornato da un deambulatorio.
Nel maggio 2012 la chiesa è stata gravemente danneggiata dal terremoto dell'Emilia del 2012: il muro della navata di sinistra è crollata, la facciata è pericolante e l'intera chiesa è inagibile.

## Architettura

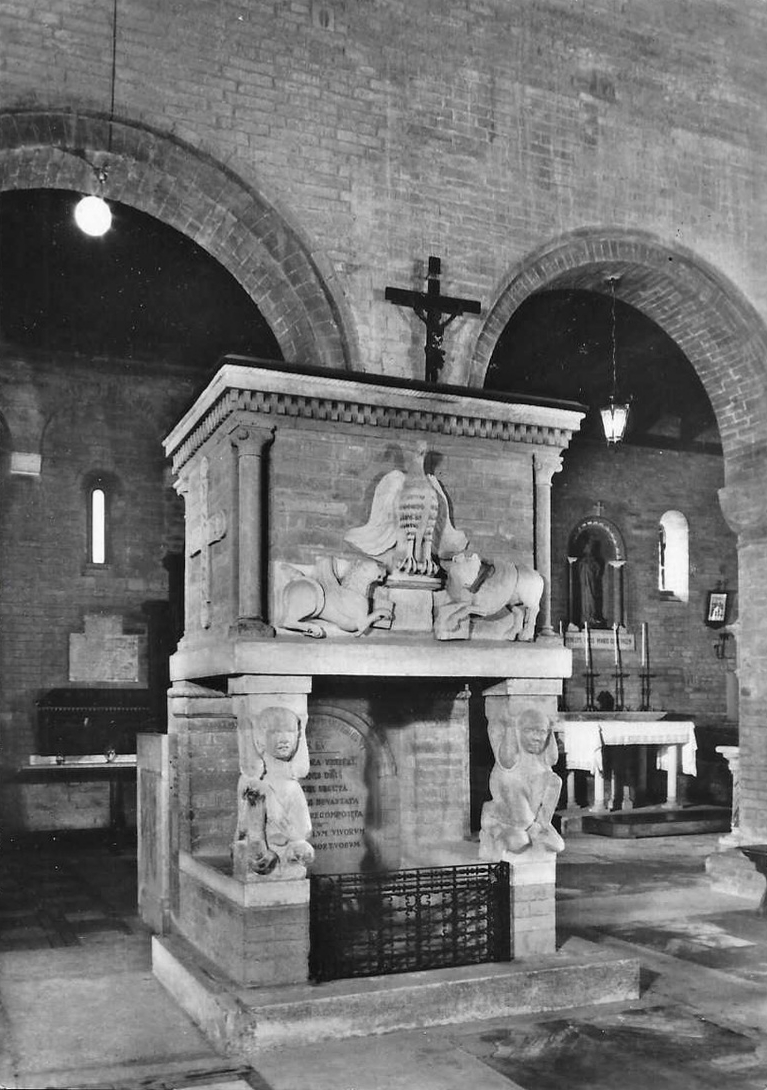
Pulpito (scuola del Wiligelmo, XII secolo)

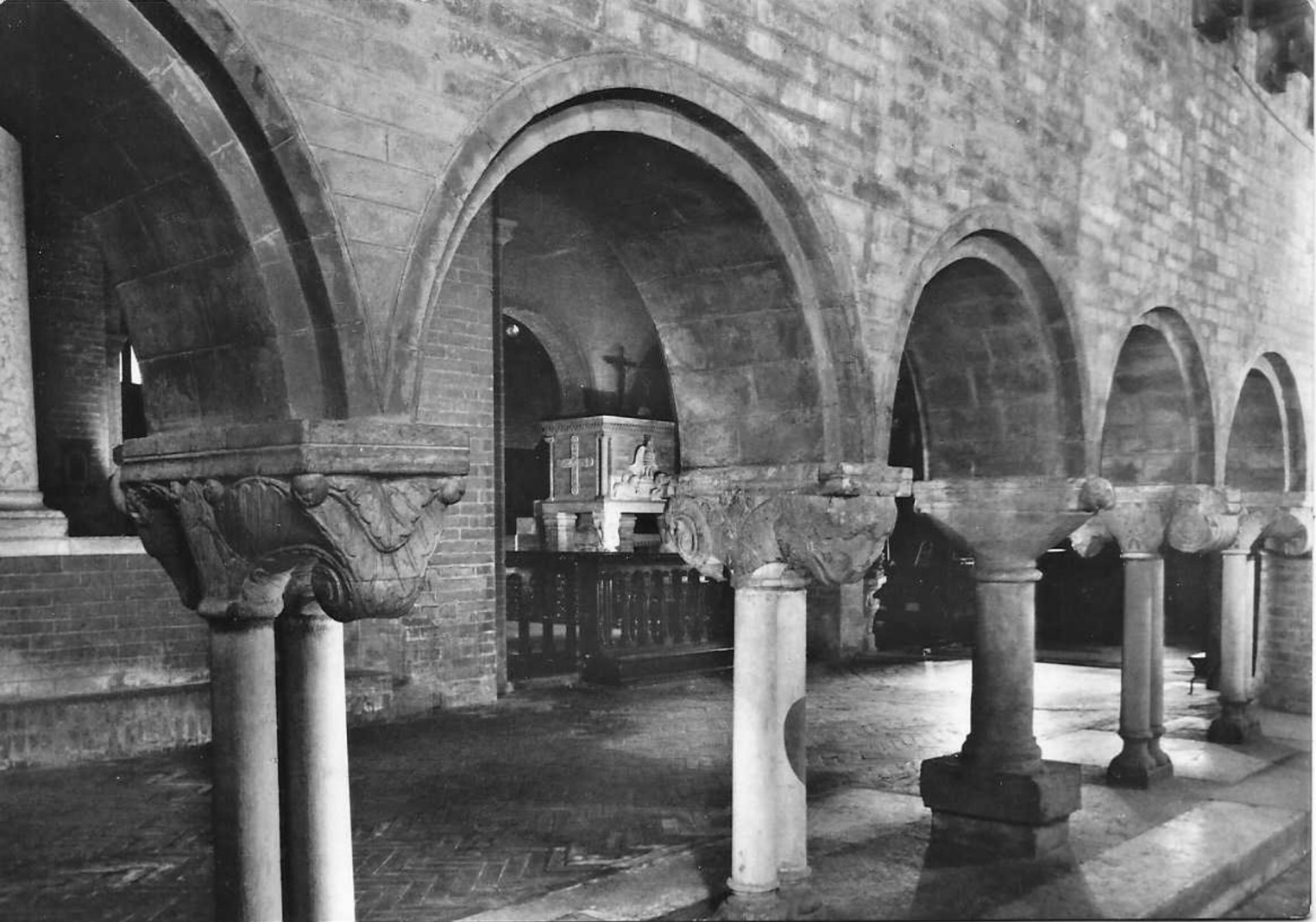
Interno della pieve

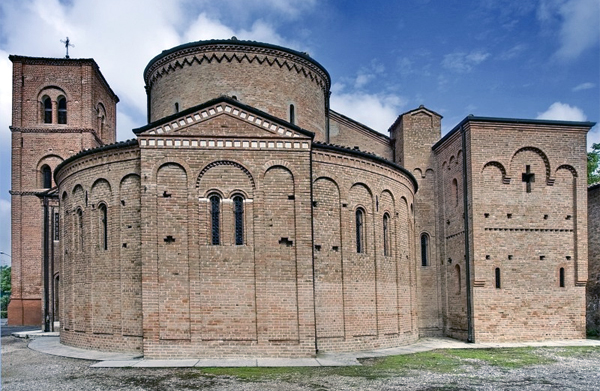
Lato posteriore della pieve

La struttura originale dell'edificio romanico, a pianta basilicale, è costituita dalle navate che terminano in tre absidi che sono divise in cinque campate di archi risegati poggianti su pilastri bilobati.
Sul lato meridionale della navata centrale è presente un pulpito, ricostruito, in cui sono incluse alcune sculture romaniche del XII-XIII secolo raffiguranti i quattro simboli degli evangelisti: infatti sul lato frontale del pulpito vi sono il leone (San Marco), il toro (San Luca) e l'aquila (San Giovanni), mentre sul lato destro si vede l'effige di San Matteo. Queste antiche sculture sono attribuite alla scuola di Wiligelmo (che realizzò anche il duomo di Modena e le sue decorazioni). Il pulpito è poi sorretto da due telamoni lapidei che rappresentano rispettivamente un giovane e un vecchio inginocchiati e sofferenti.
Nella parte sinistra del presbiterio è presente una loggia ricostruita in tempi recenti riutilizzando colonnine e capitelli originariamente utilizzati in un antico chiostro oggi scomparso. I capitelli, ognuno diverso dagli altri, sono scolpiti con diversi temi, quali animali, foglie, leoni e teste antropomorfe cornute.
La cappella battesimale è decorata da un paliotto in scagliola di scuola carpigiana del 1686 e una Madonna con Bambino del XVI secolo della scuola veneto-cretese.
L'altare è realizzato da una coppia di eleganti pilastrini tardo-romanici della scuola di Modena, uno sormontato da capitello cubico scolpito con fogliame inclinato e l'altro scolpito in un fascio di colonne ofitiche (annodate) con capitello a volute, che sorreggono la mensa.

## Campane
II campanile della Pieve di Quarantoli rè dotato di un concerto di quattro campane di bronzo, come da tradizione emiliano-romagnola. L'accordo in La, detto "di sesta" (suona le note lA-4A-5A-6A), ricalca la struttura tonale delle basiliche di Bologna ed costituisce l'unico esempio nella Bassa modenese, unitamente al concerto campanario di San Possidonio. La seconda campana "mezzana" è la seconda campana più antica della diocesi di Carpi, seconda solo alla campana dei defunti della chiesa parrocchiale di San Francesco in Carpi.
| Nr | Tipo       | Nominale | Diametro | Peso   | Anno | Fonditore                      | Note                             |
| -- | ---------- | -------- | -------- | ------ | ---- | ------------------------------ | -------------------------------- |
| 1  | Grossa     | La3      | 83 cm    | 340 kg | 1954 | Fonderia Crespi (Crema)        | usata per battere il mezzogiorno |
| 2  | Mezzana    | Re4      | 66,5 cm  | 200 kg | 1574 | Domenico Parmigiani (Casumaro) | usata per l'orologio             |
| 3  | Mezzanella | Mi4      | 55 cm    | 110 kg | 1932 | Fonderia Brighenti (Bologna)   | sostituisce campana del 1674     |
| 4  | Piccola    | Solb4    | 49,5 cm  | 75 kg  | 1932 | Fonderia Brighenti (Bologna)   |                                  |